# Командование
Командование, в военном деле России, может означать:
- должностные лица руководящего состава, возглавляющие воинские формирования (учреждения)[4] различных вооружённых сил государств мира.
- управленческий процесс[4], деятельность по руководству подчинёнными формированиями;
- часть действительного наименования формирования войск и сил;
- превышение одной точки местности над другой, или разность высот точек[1].
- фортификационных построек[5].

## Должностные лица
В вооружённых силах государства Командование — это выполнение всех дисциплинарных, административных и хозяйственных функций, в отношении управления войсковыми частями, в мирное и военное время, а командовать строевыми частями, то есть управлять ими, вот почему строевые должности часто называются «командными», в отличие от должностей военно-административных.
Виды и типы:
- постоянное командование — постоянное управление действиями формирований войск и сил, вооружённой силы;
- временное командование[7][8] — временное управление действиями формирований войск и сил, по какому-либо частному случаю, например, командовать парадом, отрядом[1] и так далее;
- цензовое командование.

К должностным лицам командования (командующего, руководящего) состава, возглавляющие формирования войск и сил относятся в:
- воинской части (соединении) — командир, его заместители и начальник штаба;

Во флоте, в военное время, командование флотом на данном море или нескольких смежных морях, составляющих один общий театр военных действий, вверяется командующему флотом.

## Процесс
Процесс командования в Вооружённых силах Российской империи включал выполнение всех дисциплинарных и административно-хозяйственных функций в отношении управления войсковыми частями в мирное и военное время. Так управлять строевыми частями означало командовать ими, почему строевые должности часто назывались «командными», в отличие от должностей военно-административных. Иногда словом командование выражали временное управление действиями войск, по какому-либо частному случаю, например, командовать парадом, отрядом.

## Формирование
Слово командование является частью действительного наименования формирований войск и сил различных вооружённых сил государств мира, представлены не все:

### Великобритания
- Командование боевого и тылового обеспечения
- Командование Западных подходов

### Нацистская Германия
- Верховное командование
- Командование тыловым районом группы армий

### Израиль
- Командование тыла

### Италия
- Командование альпийских войск
- Командование специальной воздушной службы

### Канада
- Командование войск специального назначения
- Командование оперативной поддержки
- Командование экспедиционных войск

### Польша
- Командование специальных войск

### Российская Федерация
- 1-е командование ВВС и ПВО
- 2-е командование ВВС и ПВО
- 3-е командование ВВС и ПВО
- 4-е командование ВВС и ПВО
- Командование военно-транспортной авиации
- Командование дальней авиации
- Объединённое стратегическое командование «Северный флот»
- Оперативно-стратегическое командование воздушно-космической обороны

### Сербия
- Учебное командование Вооружённых сил

### США
- Боевое авиационное командование ВВС
- Кибернетическое командование
- Командование ВВС в зоне Тихого океана
- Командование вооружённых сил на Аляске
- Командование глобальных ударов ВВС
- Командование космических операций
- Командование морских перевозок
- Командование по оказанию военной помощи Вьетнаму
- Командование резерва ВВС
- Командование сил специальных операций корпуса морской пехоты
- Командование сил флота
- Командование специальных операций Армии
- Командование специальных операций ВВС
- Командование специальных операций ВМС
- Командование специальных операций
- Командование резерва ВВС
- Космическое командование
- Межвидовое командование Вооружённых сил
- Стратегическое командование ВВС
- Учебное авиационное командование

### Япония
- Главное командование обороны
- Первое командование
- Второе командование

### Другие
- Второе объединённое тактическое авиационное командование (НАТО)
- Командование воздушно-космической обороны Северной Америки
- Четвёртое объединённое тактическое авиационное командование (НАТО)

## Фортификационная постройка
Командование фортификационных построек бывает:
- абсолютное (безусловное), выражающееся в превышении их линии огня (гребня бруствера) над местным горизонтом;
- относительное — превышение её над гребнем гласиса или другой какой-либо постройкой впереди.